# To van der Sluys
To van der Sluys (Amsterdam, 3 oktober 1902 – Arnhem, 31 mei 1992) was een Nederlands sopraan.
Zij was dochter van kantoorbediende Hendrik Johannes van der Sluijs en Catharina Cornelia van der Linden. Haar grootvader was Cornelis van der Linden. Zelf bleef ze ongehuwd.
Als basisopleiding verkreeg ze aan een lyceum voor meisjes. Haar muziekopleiding kreeg ze van haar opa en Ary Belinfante op piano en tante Caroline van der Linden op zang. In 1923 slaagde ze voor het middelbaar examen van het "Muziekpedagogisch Verbond". Ze ging vervolgens aan de slag als zangeres binnen het oratorium- en concertrepertoire. Optredens volgden zowel in binnen- als buitenland. In Nederland onder meer onder de dirigenten Willem Mengelberg, Charles Münch (Brussel), Paul van Kempen (Dresden) en Wilhelm Furtwängler (Berlijn). Ze was voorts lid van een trio met pianist Hanna Beekhuis (piano) en Johan Feltkamp (fluit) en was actief in het Hollands Vocaal Kwartet (met Suze Luger-van Beuge/Mia Peltenburg, Louis van Tulder en Willem Ravelli).
Vanaf 1939 gaf ze ook beroepsmatig les, van 1939 tot 1967 aan het Amsterdams Muzieklyceum en tussen 1953 en 1957 aan het Haags conservatorium. Een hele ris zangeressen heeft van haar les gehad, waaronder Wilma Driessen. Eén van haar leerlingen was Miep Zijlstra, die niet zozeer bekend werd als zangeres maar als medesamensteller van de Algemene muziek encyclopedie.
Ook op bestuurlijk vlak was ze actief. Ze was lid van de Raad voor de Kunst, Amsterdamse Kunstraad, Koninklijke Nederlandse Toonkunstenaars Vereniging, van die laatste werd ze als hoofdbestuurslid erelid.
To van der Sluys zong tussen 1929 en december 1945 vijfenzestig keer (waarvan 22 keer Beethovens symfonie nr. 9) met het Concertgebouworkest, maar niet in de periode 1942-mei 1945. Ze zong daar onder de dirigenten Pierre Monteux, Mengelberg, Hubert Cuypers, Eduard van Beinum, Theo van der Bijl, Antoon Krelage, Anthon van der Horst, Jan van Epenhuysen, Jan van Gilse en Clarence Raybould. Van haar zijn slechts enkele opnamen bewaard gebleven. 
Ze overleed in Arnhem.
Haar overlijdensadvertentie vermeldde (uit Symfonie nr. 9/Ode an die Freude van Ludwig van Beethoven: 
Seid umschlungen, Millionen! Diesen Kuss der ganze Welt!